# Mali Podlog
Mali Podlog – wieś w Słowenii, w gminie Krško. W 2018 roku liczyła 110 mieszkańców.